# 야코포 벨리니
야코포 벨리니(Jacopo Bellini, 1400년？ ∼ 1470년)는 이탈리아의 화가이다. 젠틸레다 파브리아노의 제자로 그의 맏아들은 스승의 이름을 따서 붙였다. 15세기 중엽 북이탈리아의 거장이었으며 현존하는 그의 두 권의 스케치북(대영 박물관·루브르 박물관)이 그의 아들과 만테냐에게 이용되었다는 것은 틀림없는 일이다.

## 주요 작품

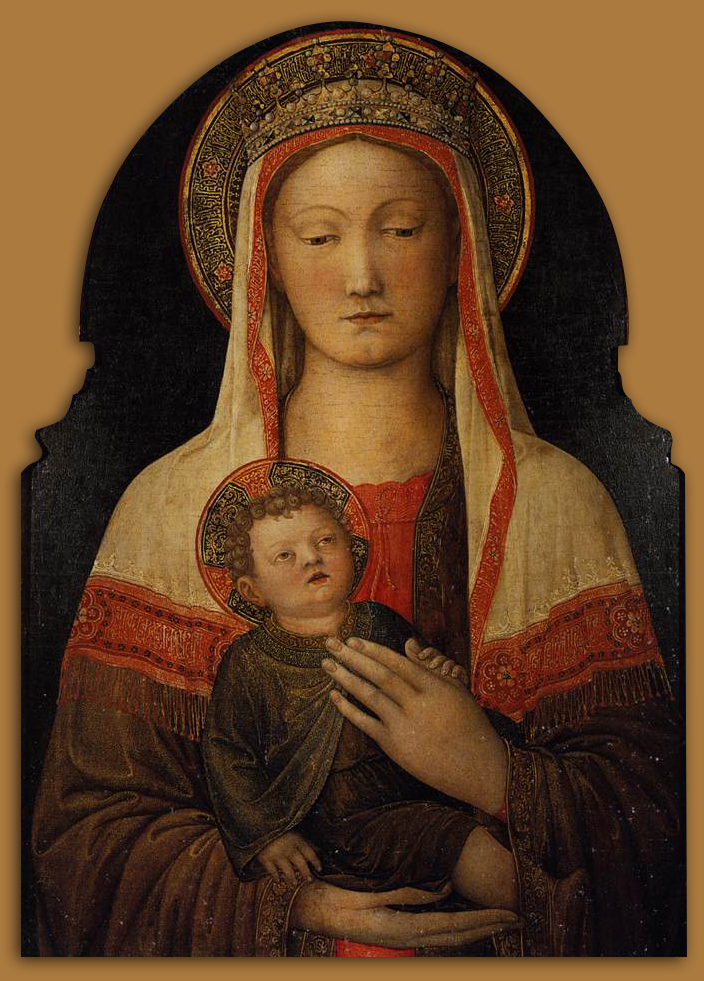
Madonna and Child
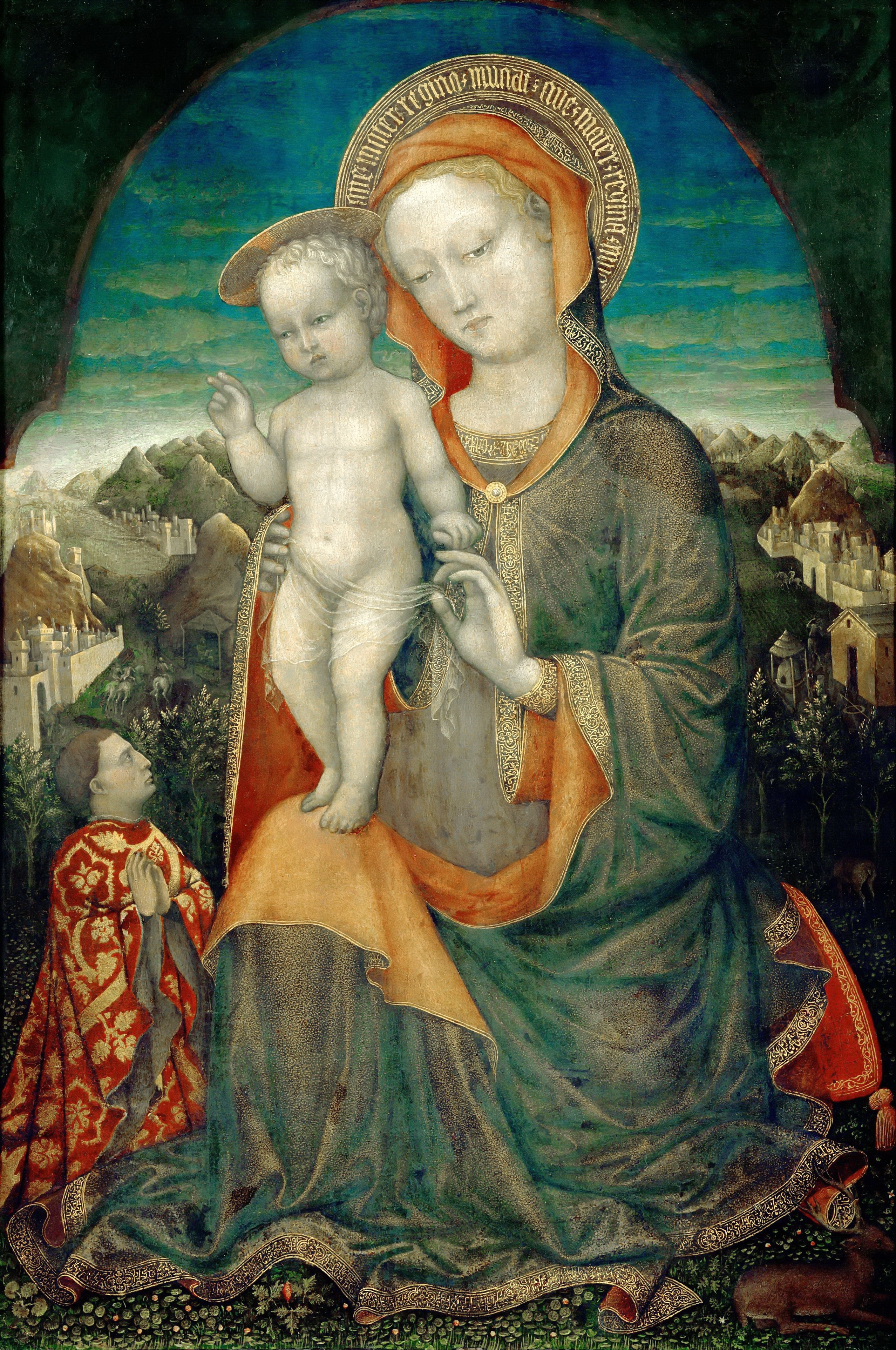
The Madonna of Humility Adored by a Prince of the House of Este